# Kelteminar-kultur
Kelteminar-kulturen (5.500–3.500 f.Kr.) var en neolitisk arkæologisk kultur af fastboende fiskere, der forekom i halv-ørkenen og ørkenområderne i Karakum- og Kyzyl Kum-ørkenerne og deltaerne for floderne Amu Darya og Zeravshan  i egne nu beliggende i Kasakhstan, Turkmenistan og Uzbekistan. 
Kulturen blev opdaget og udgravet første gang i 1939 af USSR Chorasmianske Arkæologiske og Etnografiske Ekspedition under ledelse af S. Tolstoy, der først beskrev den. Det er opkaldt efter en lokalitet med samme navn.
Kelteminar-befolkningen praktiserede et mobilt jagt-, samler- og fiskerlevevej. Efterhånden begyndte de at praktisere husdyropdræt. Med den sene glaciale opvarmning, op til Atlanterhavsfasen af det postglaciale optimum, flyttede mesolitiske grupper nordpå ind i dette område fra Hissar (6000–4000 f.Kr.). Disse grupper medbragte bue og pil samt hunden, elementer af det, som Kent Flannery  har kaldt en "bredspektret revolution". 
Forskere mener, at Kelteminar-kultur er relateret til Hul-kamkeramik-kulturen og at dens udøvere hører til de finno-ugriske folk. 
Kelteminar-folket boede i enorme fælleshuse (med størrelser på 24m x 17m og 10m høje), som husede hele stammesamfundet på omkring 100-120 mennesker. De prydede sig med smykker lavet af muslingeskaller. De fremstillede stenøkser og små trapezformede flintpidser. Til madlavning brugte de lerkar produceret uden brug af pottemagerhjulet.
Kelteminar-økonomien var baseret på fastboende fiskeri og jagt.
Kelteminar-kulturen blev erstattet af Tazabagyab-kulturen.